# Tibia
Pour les articles homonymes, voir Tibia (homonymie).
En anatomie humaine, le tibia est un os long pair du membre inférieur. Il constitue avec la fibula le squelette de la jambe. C'est le deuxième plus long os du corps humain, le plus long étant le fémur.

## Étymologie
En latin, tibia signifie « flûte ». Le mot peut s'expliquer par l'analogie de forme entre l'os et l'instrument, et donc aussi par l'usage possible comme flûte du tibia de certains oiseaux tels que la grue, de certains animaux comme le mouton, voire de l'homme, l'os ayant été vidé de sa moelle et percé.

## Description

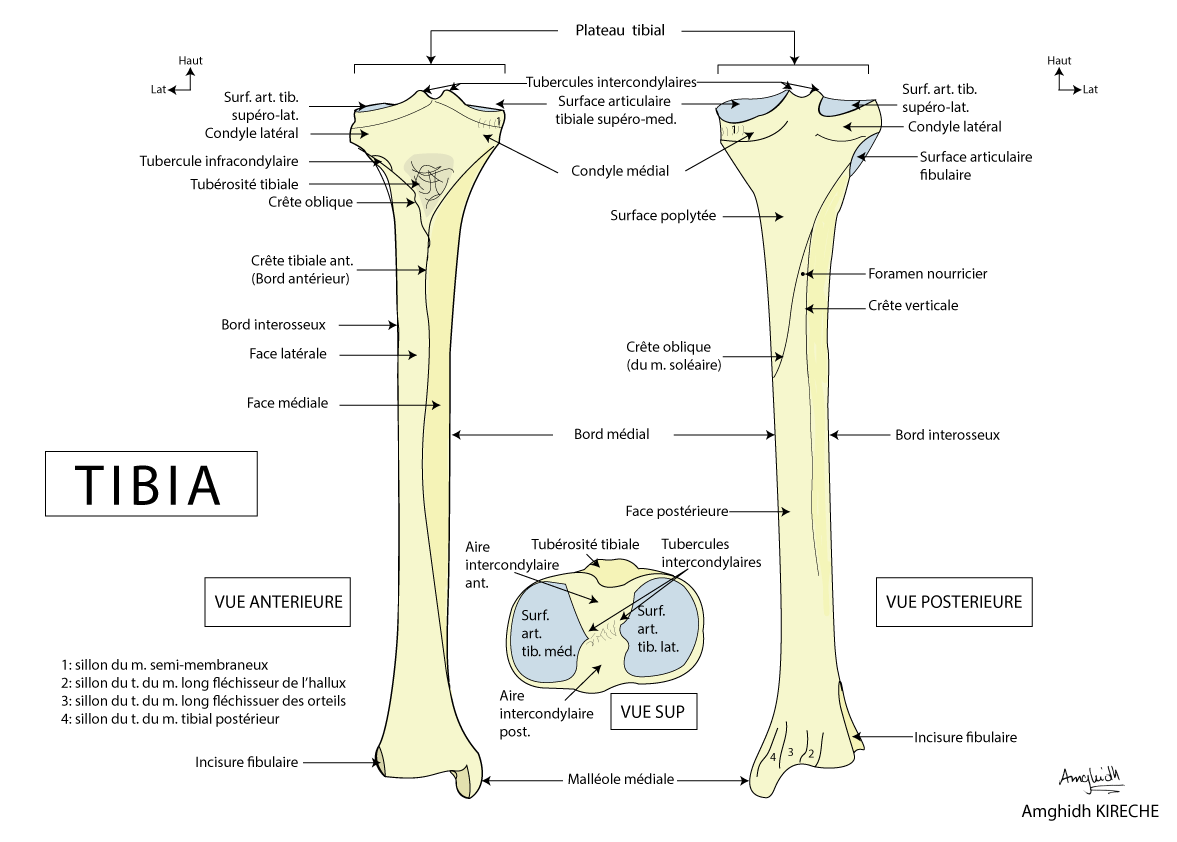
Schéma du tibia, vues antérieure, postérieure et supérieure - Légendé.

Le tibia est un os long constitué d'une épiphyse proximale, d'une diaphyse et d'une épiphyse distale.
Il n'est pas rectiligne mais en forme de S italique très allongé avec une légère concavité externe en haut et interne en bas accompagné d'une légère torsion axiale.
Il s'articule en haut avec le fémur au niveau de l'articulation fémoro-tibiale. En bas il s'articule avec le talus pour former avec la contribution de la fibula l'articulation talo-crurale. Il est uni à la fibula par deux arthrodies : les articulations tibio-fibulaires proximale et distale.

### Épiphyse proximale

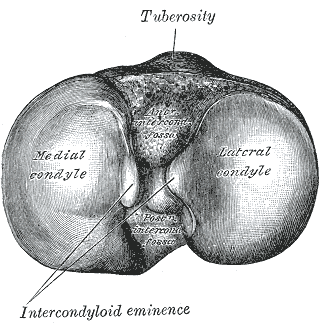
Le plateau tibial.

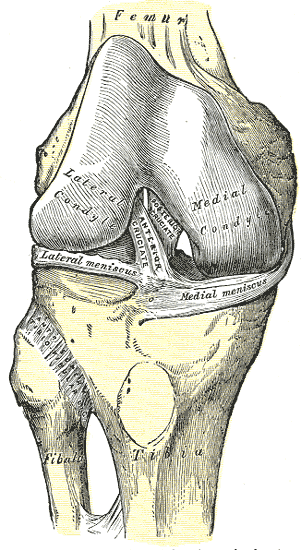
Vue antérieure de l'épiphyse proximale du tibia avec les ligaments du genou.

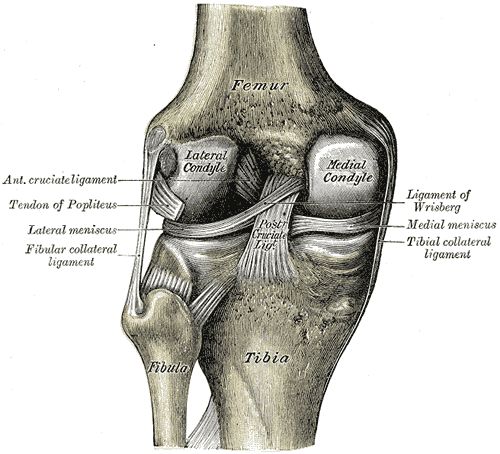
Vue postérieure de l'épiphyse du tibia.

L'épiphyse proximale est volumineuse, allongée transversalement et légèrement déjetée en arrière.
Sa face supérieure horizontale constitue le plateau tibial. Il est constitué de deux tubérosités formant les condyles du tibia : un latéral et un médial. Les deux sont recouverts de cartilage hyalin qui constituent les surfaces articulaires supérieures du tibia (la surface articulaire du condyle médial du tibia et la surface articulaire supérieure du condyle latéral du tibia). Elles sont séparées par la surface intercondylaire.
La tubérosité médiale est marquée en arrière par l'insertion du tendon direct du muscle semi-membraneux et en dedans par une gouttière de glissement pour le tendon réfléchi de ce muscle.
La tubérosité latérale porte en dehors et en arrière la facette articulaire fibulaire du tibia plane et arrondie. Elle regarde en bas, en arrière et en dehors et s'articule avec la fibula pour former l'articulation tibio-fibulaire proximale. En dehors et en avant se trouve le tubercule infra-condylaire (ou tubercule de Gerdy) qui donne insertion au tractus ilio-tibial.

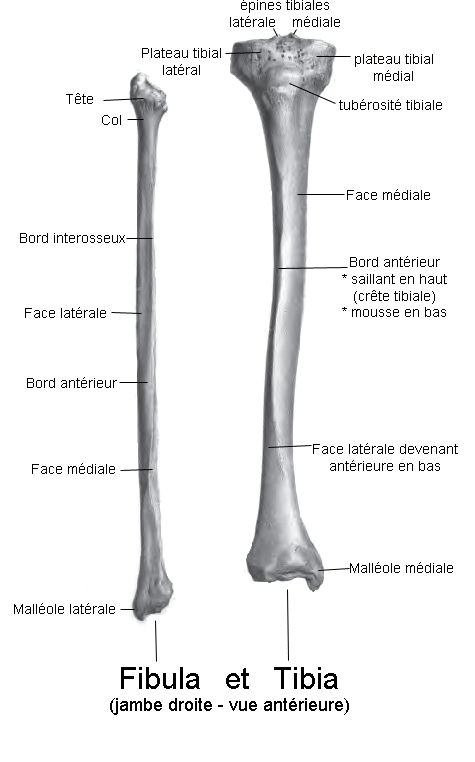

Le condyle latéral est large et convexe vers le haut alors que le condyle médial est étroit et concave.
Entre les deux condyles la surface intercondylaire est constituée de trois parties : 
- une moyenne constituant l'éminence intercondylaire constituée des tubercules médial et latéral intercondylaires,
- à l'avant de l'éminence se trouve l'aire intercondylaire antérieure du tibia,
- à l'arrière de l'éminence se trouve l'aire intercondylaire postérieure du tibia.

Les deux condyles s'articulent respectivement avec les condyles latéral et médial du fémur pour constituer l'articulation du genou.

#### Insertions sur l'épiphyse proximale
L'épiphyse supérieure du tibia est le siège de nombreuses insertions ligamentaires et musculaires intervenant dans l'articulation du genou.

##### Insertions ligamentaires
- Sur l'éminence intercondylaire s'insèrent les quatre freins méniscaux (antéro-latéral, antéro-médial, postéro-latéral et postéro-médial) , ils permettent de fixer les ménisques de l'articulation du genou.
- Sur les aires intercondylaires antérieure et postérieure  on retrouve respectivement le ligament croisé antérieur et le ligament croisé postérieur. Ils empêchent respectivement le tiroir antérieur et le tiroir postérieur.
- Le ligament transverse se situe sur la face antérieure du genou et relie la face antérieure des deux ménisques. Il possède une troisième insertion sur la partie antérieure du plateau tibial.
- Pour renforcer la capsule articulaire du genou on retrouve entre autres le ligament collatéral tibial qui s'insère sur la face médiale de l'épiphyse distale du fémur et sur la face médiale de l'épiphyse proximale. Ce ligament est constitué d'un chef profond qui est lié au ménisque médial et un chef plus superficiel.

##### Insertions musculaires
- On retrouve sur la face ventrale du tibia, sur la tubérosité tibiale l'insertion distale du muscle quadriceps fémoral via le ligament patellaire.
- Toujours sur la face antérieure les muscles vaste médial et vaste latéral deviennent au niveau de la patella un rétinaculum patellaire respectivement médial et latéral, qui donneront chacun un faisceau direct vers le tubercule sous-jacent et un faisceau croisé vers l'autre tubercule
- Sur la face postérieure on retrouve les insertions des muscles poplité et semi-membraneux.

### Diaphyse ou corps du tibia
Le bord antérieur Le corps du tibia est la portion du tibia situé entre la partie inférieure des condyles et au-dessus de la partie articulée avec le talus.
Il est prismatique de section triangulaire. Il est le plus large à ses extrémités, la partie la plus étroite se situant entre son tiers inférieur et ses deux tiers supérieurs.
Il présente trois bords (antérieur, interosseux et médial) et de trois faces (médiale, latérale et postérieure).

#### Face médiale
La face médiale est lisse et convexe. Elle est sous-cutanée sauf dans sa partie supérieure où s’insèrent les muscles de la patte d'oie : muscles sartorius, gracile et semi-tendineux.

#### Face latérale
La face latérale est plus étroite que la face médiale. Dans ses deux tiers supérieurs elle présente une dépression longitudinale qui reçoit l'origine du muscle tibial antérieur.
Son tiers inférieur lisse et convexe se courbe progressivement vers l'avant. Cette partie est recouverte par les tendons des muscles tibial antérieur, long extenseur de l'hallux et long extenseur des orteils.

#### Face postérieure
La face postérieure présente dans sa partie supérieure une crête proéminente : la ligne du muscle soléaire sur laquelle s'insère le muscle du même nom.
Au-dessus de cette ligne se présente un segment triangulaire à base supérieure donnant insertion au muscle poplité.
Au-dessous, le segment inférieur est divisé par une crête verticale. Latéralement à cette crête s’insère le muscle tibial postérieur et médialement le muscle fléchisseur commun des orteils.

#### Bord antérieur
Le bord antérieur est le plus marqué des trois bords. Il est sous-cutané et facilement palpable. Il se situe dans le prolongement de la tubérosité du tibia.
Il est plus marqué dans ses trois quarts supérieurs, lui valant quelquefois le nom de crête tibiale. En bas il s'émousse et déviant en dedans lui donnant une forme globale de S italique.
En bas, il se termine au niveau de la malléole médiale.
Il donne insertion au fascia crural.

#### Bord interosseux
Le bord interosseux ou bord latéral se situe en regard de la fibula. Il se présente comme une arête vive où s'insère la membrane interosseuse de la jambe.
Dans sa partie inférieure, le bord bifurque en formant un espace triangulaire sur l'épiphyse distale.

#### Bord médial
Le bord médial est mousse et peu apparent dans sa partie supérieure et devient plus saillant dans sa partie inférieure.
Il démarre à l'arrière du condyle médial du tibia et se termine sur le bord postérieur de la malléole médiale.
Dans sa partie supérieure il donne insertion au ligament collatéral tibial de l'articulation du genou et à quelques fibres du muscle poplité.Son tiers médian donne insertion à quelques fibres du muscle soléaire et du muscle fléchisseur commun des orteils.

### Épiphyse distale

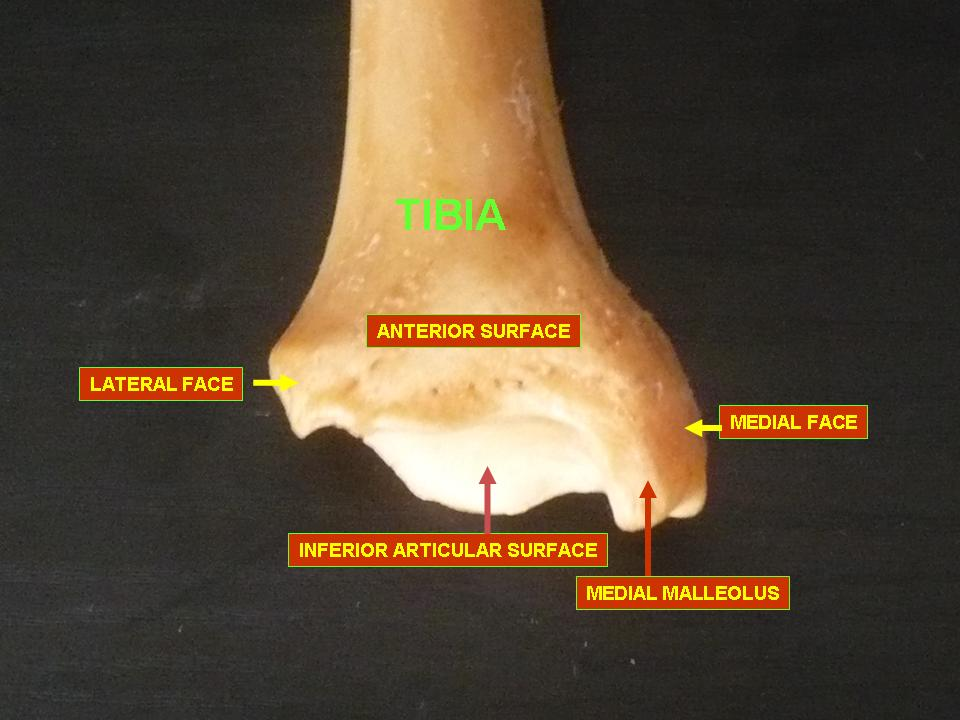
Vue antérieure de l'épiphyse distale du tibia.

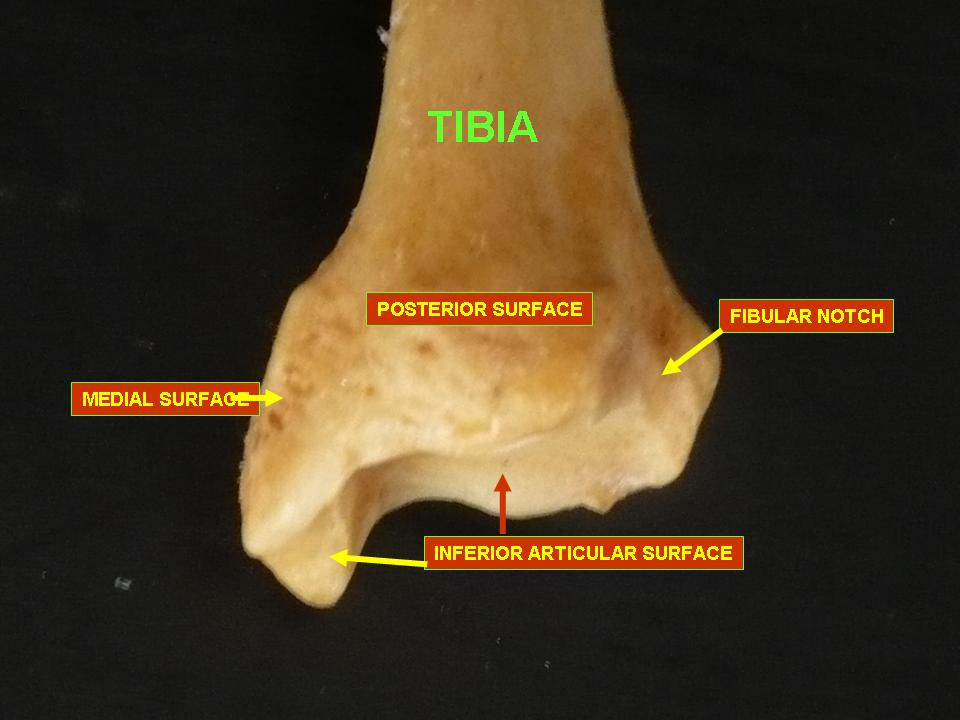
Vue postérieure de l'épiphyse distale du tibia.

L'épiphyse distale du tibia est moins volumineuse que l'épiphyse proximale. Elle est plus large dans le sens transversal que dans le sens antéro-postérieur.
Elle présente cinq faces : antérieure, postérieure, latérale, médiale et inférieure.

#### Face antérieure
La face antérieure est lisse et arrondie et prolonge la face latérale du corps du tibia. Elle est recouverte par les tendons des muscles extenseurs des orteils. Son bord inférieur présente une dépression transversale rugueuse donnant insertion à la capsule articulaire de l'articulation talo-crurale.

#### Face postérieure
La face postérieure est légèrement convexe et marquée par un sillon peu profond oblique en bas et médialement, continu avec un sillon similaire sur la face postérieure du talus et servant au passage du tendon du muscle long fléchisseur de l'hallux.
Elle forme la face postérieure de la malléole postérieure.

#### Face latérale
La face latérale est une gouttière triangulaire délimitée par les deux branches de bifurcation du bord interosseux du corps du tibia.
Cette gouttière est rugueuse dans sa partie supérieure où s'insèrent des ligaments de l'articulation tibio-fibulaire distale.
Sa partie inférieure est lisse et présente une facette articulaire excavée : l'incisure fibulaire du tibia qui s'articule avec l'épiphyse distale de la fibula..

#### Face médiale
La face médiale se prolonge en bas en une apophyse volumineuse aplatie transversalement : la malléole médiale.

#### Face inférieure
La face inférieure est une surface articulaire quadrilatère. Elle est concave d'avant en arrière et plus large en dehors qu'en dedans. Une crête mousse antéro-postérieure la sépare en deux parties et répond à la gorge de la trochlée du talus. La surface articulaire est continue avec la surface articulaire de la face médiale de la malléole médiale pour former la surface articulaire inférieure du tibia.

## Embryologie

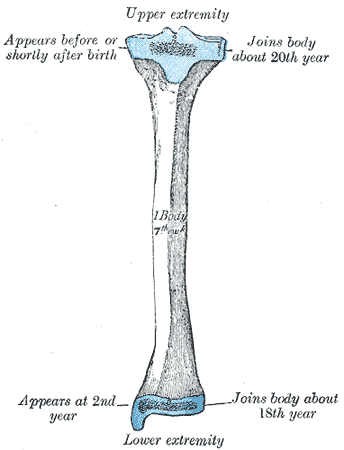
L'ossification du tibia.

Le tibia s'ossifie à partir de trois centres : un centre primaire pour la diaphyse et deux centres secondaires pour chaque épiphyse. L'ossification commence au centre du corps, vers la septième semaine de la vie fœtale, et s'étend progressivement vers les extrémités.
Le centre de l'épiphyse proximale apparaît avant ou peu après la naissance. Il est aplati et a un mince processus en forme de langue à l'avant, qui formera la tubérosité du tibia. Celle de l'épiphyse inférieure apparaît vers deux ans.
L'épiphyse distale fusionne avec la diaphyse tibiale vers la dix-huitième année, et la proximale fusionne vers la vingtième année.
Parfois, il peut exister deux centres d'ossification supplémentaires : un pour le processus en forme de langue de l'épiphyse supérieure, qui forme la tubérosité, et un pour la malléole médiale.

## Insertions et origines musculaires

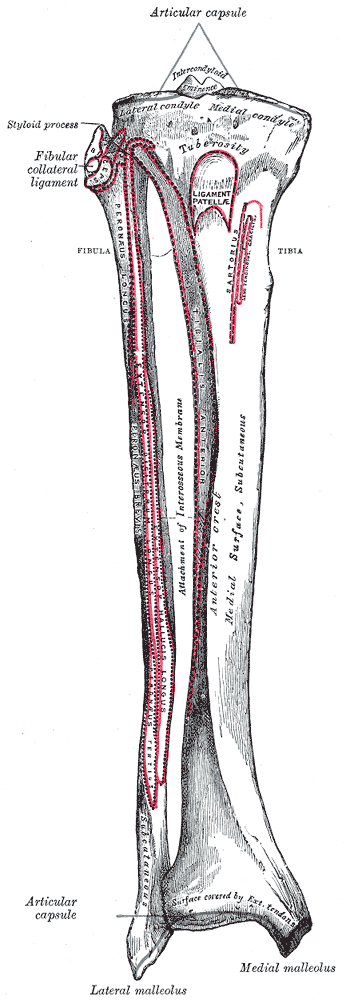
Insertions musculaires antérieures du tibia.

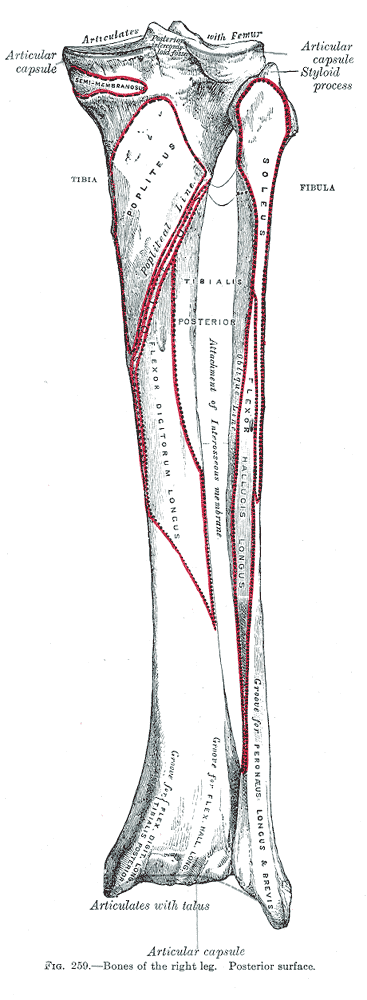
Insertions musculaires postérieures du tibia.

| Muscle                                    | Direction | Pièce jointe                                                       |
| Muscle tenseur du fascia lata             | Insertion | Tubercule infra-condylaire                                         |
| Muscle quadriceps fémoral                 | Insertion | Tubérosité du tibia                                                |
| Muscle sartorius                          | Insertion | Patte d'oie                                                        |
| Muscle gracile                            | Insertion | Patte d'oie                                                        |
| Muscle semi-tendineux                     | Insertion | Patte d'oie                                                        |
| Chef horizontal du muscle semi-membraneux | Insertion | Condyle médial                                                     |
| Muscle poplité                            | Insertion | Face postérieure du tibia au-dessus de la ligne du muscle soléaire |
| Muscle tibial antérieur                   | Origine   | Face latérale du tibia                                             |
| Muscle long extenseur des orteils         | Origine   | Condyle latéral                                                    |
| Muscle soléaire                           | Origine   | Face postérieure du tibia sous la ligne du muscle soléaire         |
| Muscle long fléchisseur des orteils       | Origine   | Face postérieure du tibia sous la ligne du muscle soléaire         |

## Aspect clinique

### Palpation
Il est possible de palper le tibia au niveau d'un certain nombre de ses structures : tubérosité du tibia, face médiale du corps du tibia, bord antérieur du corps du tibia et malléole médiale.

### Fractures
Les fractures du tibia peuvent survenir lors de traumatismes, en particulier au cours de pratiques sportives comme le ski.
La malléole postérieure est sujette à une fracture spécifique souvent associée à une lésion traumatique lié au parachutisme.
Elle peut être accompagnée d'une fracture du péroné.

## Anatomie comparée
La structure du tibia chez la plupart des autres tétrapodes est essentiellement similaire à celle des humains. La tubérosité du tibia, une crête à laquelle se fixe le ligament rotulien chez les mammifères, est plutôt le point du tendon du muscle quadriceps chez les reptiles, les oiseaux et les amphibiens, qui n'ont pas de rotule.

## Galerie

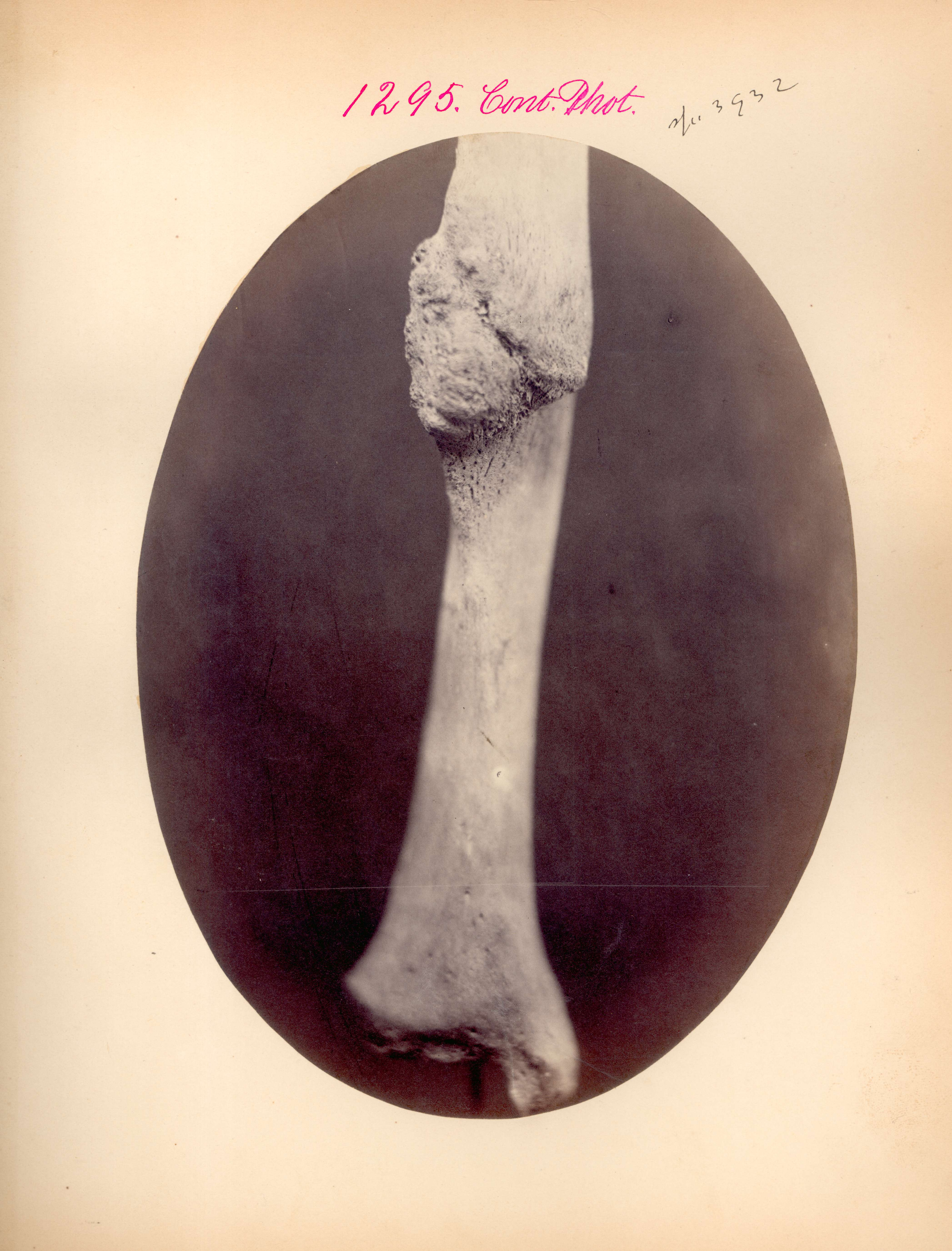
Soudure d'une fracture due à une blessure de guerre (archives médicales américaines de la Guerre civile)
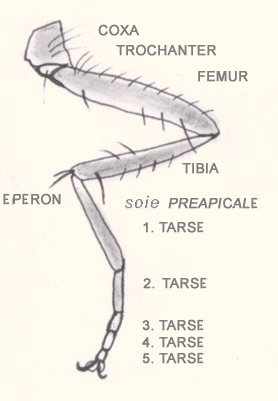
Diagramme d'une patte d'insecte - Le tibia est le quatrième segment